# Aloe teissieri
Aloe teissieri é uma espécie de liliopsida do gênero Aloe, pertencente à família Asphodelaceae.